# Dendrophthora laxiflora
Dendrophthora laxiflora är en sandelträdsväxtart som beskrevs av Ignatz Urban. Dendrophthora laxiflora ingår i släktet Dendrophthora och familjen sandelträdsväxter. Inga underarter finns listade i Catalogue of Life.